# Венгерский университет изобразительных искусств
Венгерский университет изобразительных искусств (венг. Magyar Képzőművészeti Egyetem) — главная художественная школа Венгрии, находится в Будапеште. Основан в 1871 году как Венгерская королевская школа рисования (венг. Magyar Királyi Mintarajztanoda). Нынешнее название получил в 2001 году.

## История
Главное здание, построенное в 1876 году, расположено на наиболее представительной улице Пешта — проспекте Андраши. После реставрации в 1997—1998 годах, ему был возвращен изначальный вид.

### Ректоры с1871 года
| - 1871—1902: Густав Келети, художник - 1902—1905: Берталан Секей, художник - 1905—1920: Пал Синьеи-Мерше, художник - 1921—1923: Károly Lyka, историк искусства - 1923—1925: Иштван Чок, художник - 1925—1927: Оскар Глац, художник - 1927—1931: Иштван Рети, художник - 1931—1932: Károly Andreetti, архитектор - 1932—1935: Иштван Рети, художник - 1935—1937: Ágost Benkhard, художник - 1937—1939: Antal Meyer, художник-ремесленник - 1939—1940: Gyula Rudnay, художник - 1940: Dezső Pilch, художник - 1940—1941: Ferenc Sidló, скульптор | - 1941—1943: Dezső Pilch художник - 1943: László Kandó художник - 1943—1945: Енё Бори архитектор, скульптор - 1945: Lajos Varga-Nándor, художник - 1945—1947: László Kandó художник - 1947—1949: Pál Pátzay скульптор - 1949—1956: Шандор Бортник, художник, чертёжник - 1956—1973: Endre Domanovszky художник - 1973—1985: József Somogyi скульптор - 1985—1989: István Kiss скульптор - 1990—1995: Lajos Sváby художник - 1995—2002: Árpád Szabados художник - 2002—2005: Ádám Farkas скульптор - 2005-: Frigyes Kőnig художник |